# 藤村聡
藤村 聡（ふじむら さとし、1965年3月 - ）は、日本の経営学者。神戸大学経済経営研究所准教授。専門は日本経済経営史。研究課題は幕末維新期～昭和前期の経済経営史、近年は「兼松資料」による企業史。

## 経歴

### 学歴
- 昭和58年 3月 - 高水高等学校卒業
- 昭和62年 3月 - 金沢大学文学部史学科（国史学専攻）卒業
- 平成 2年 3月 - 東北大学大学院文学研究科（国史学専攻）修了
- 平成 9年 3月 - 神戸大学大学院文化学研究科（社会文化専攻）修了

### 職歴
- 平成10年 9月 - 神戸大学経済経営研究所 - 非常勤研究員（平成12年3月まで）
- 平成11年 4月 - 国立明石工業高等専門学校 - 非常勤講師（平成13年3月まで）
- 平成13年 4月 - 神戸大学経済経営研究所 - 非常勤講師
- 平成14年 3月 - 神戸大学経済経営研究所 - 専任講師
- 平成16年 4月 - 神戸大学経済経営研究所 - 准教授

## 主な著書
『近世中央市場の解体－大坂米市場と諸藩の動向－』（清文堂出版 2000年）